# Bài phát biểu của Vladimir Putin tại Munich 2007

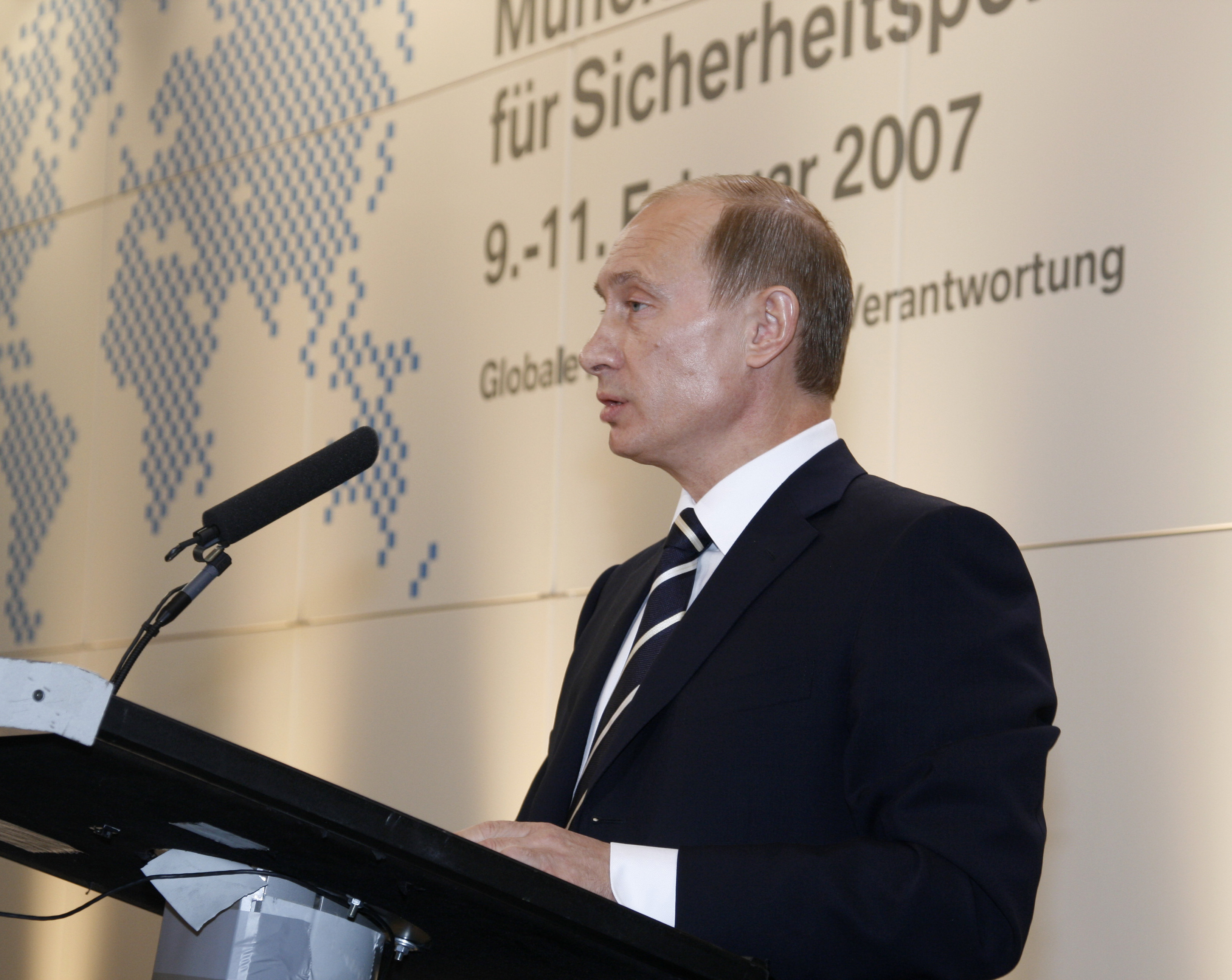
Putin đang phát biểu tại Hội nghị An ninh Munich vào năm 2007

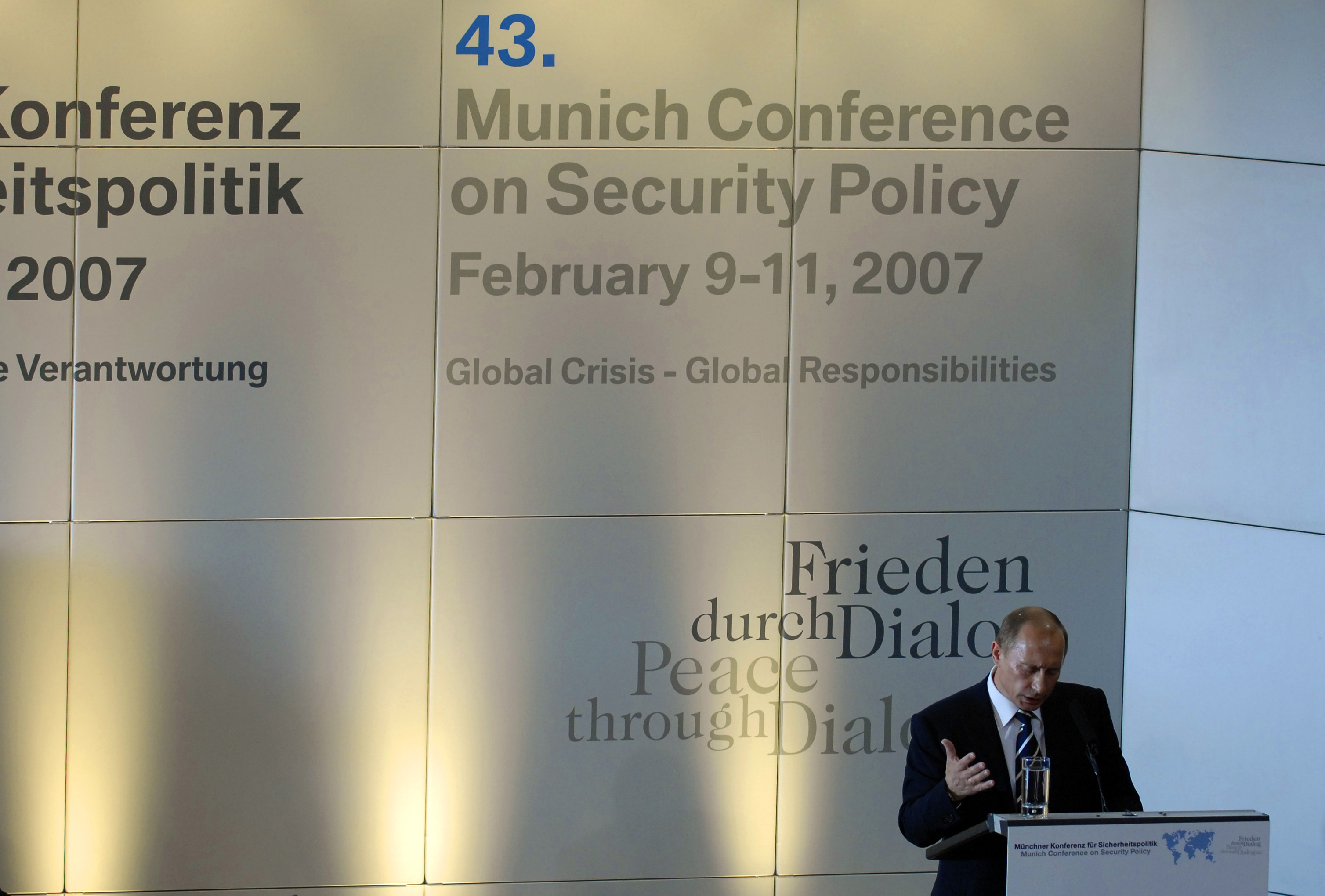
Toàn cảnh phát biểu của Putin

Bài phát biểu của Vladimir Putin tại Munich 2007 (tiếng Anh: 2007 Munich speech of Vladimir Putin) hay còn được gọi là Diễn văn Putin (tiếng Nga: Мюнхенская речь) là phát biểu của Putin khi tham dự Hội nghị An ninh Munich lần thứ 43 năm 2007 theo lời mời của Chủ tịch Hội nghị Munich Horst Teltschik. Bài phát biểu này được Putin được trình bày vào ngày 10 tháng 2 năm 2007 và là bài phát biểu đầu tiên của một nguyên thủ quốc gia Nga tại Hội nghị Munich. Các chủ đề chính trong bài phát biểu của ông là sự chỉ trích trật tự thế giới đơn cực và vai trò của Tổ chức An ninh và Hợp tác châu Âu (OSCE), sự mở rộng của NATO bành trướng về phía đông, giải trừ quân bị và Chương trình hạt nhân của Iran. Bài phát biểu của Putin được coi là thông điệp của nước Nga gửi tới phương Tây rằng họ sẽ không chấp nhận vai trò phụ thuộc trong các vấn đề quốc tế. Bài phát biểu báo trước một sự thay đổi đáng kể trong chính sách đối ngoại của Nga và báo hiệu một lập trường dứt khoát, quyết đoán và độc lập hơn trên trường quốc tế. Putin khẳng định rõ ràng rằng Nga sẵn sàng bảo vệ lợi ích của mình và đóng vai trò tích cực hơn trong việc định hình trật tự toàn cầu. Đây được coi là một trong những bài phát biểu quan trọng và được nhắc đến nhiều trong lịch sử Hội nghị An ninh Munich và đi vào lịch sử quan hệ quốc tế như một trong những sự kiện mang tính bước ngoặt, chủ yếu là do bài phát biểu thẳng thắn, đầy sức nặng và bất ngờ của Tổng thống Nga Vladimir Putin. Bài phát biểu này không chỉ gây chấn động tại thời điểm đó mà còn được xem là lời tiên báo cho một kỷ nguyên đối đầu mới giữa Nga và phương Tây.

## Bối cảnh
Ông Horst Teltschik vốn là Chủ tịch lâu năm của Hội nghị An ninh Munich đưa ra lời mời đến Vladimir Putin. Ông Teltschik đã gặp Putin nhiều lần kể từ năm 1999, bao gồm cả các cuộc họp riêng. Vào tháng 5 năm 2006, ông Teltschik đã đến thăm ông Putin ở Sochi một cách riêng tư và thảo luận về khả năng tham gia diễn đàn của ông Putin. Ông Teltschik đề nghị rằng Putin thông qua diễn đàn này để trình bày lập trường của mình một cách cởi mở và thẳng thắn trước một diễn đàn có tiếng vang tầm quốc tế. Liên quan đến cuộc trò chuyện này, ông đã thông báo cho bà Angela Merkel trong một bức thư dài nhưng được cho là không nhận được phản hồi. Theo nhà sử học Peter Hoeres, tuyên bố quan trọng của Putin trong cuộc trò chuyện, như được kể lại trong bức thư gửi Merkel (được đính kèm trong nhật ký xuất bản năm 2024 của Teltschik), là: "Đầu tiên, mối quan hệ giữa Nga và NATO phải được làm rõ và phát triển hơn nữa trước khi Ukraine có thể gia nhập NATO, chứ không phải ngược lại. Nếu không, NATO sẽ là kẻ thù của Nga". Teltschik đã bình luận về phát biểu của Putin, gọi đó là điều đáng chú ý đặc biệt vì nó "báo hiệu sự sẵn lòng của Putin trong việc đưa Nga vào NATO chặt chẽ hơn—theo nghĩa là để bù đắp cho việc Ukraina gia nhập". Trong những ngày trước hội nghị, Bộ trưởng Quốc phòng Sergei Ivanov đã chỉ trích mạnh mẽ NATO, đặc biệt là Hoa Kỳ. Ivanov đã thu hút sự chú ý của công chúng vào tranh chấp về kế hoạch triển khai hệ thống phòng thủ tên lửa của Hoa Kỳ ở Đông Âu, theo nhà báo Eckart Lohse. Đêm trước bài phát biểu của mình, Putin đã gặp Bộ trưởng-Chủ tịch Bavaria Edmund Stoiber tại khách sạn "Vier Jahreszeiten" ở Munich. Ivanov và con trai ông đã tham gia cuộc họp sau đó.

## Nội dung

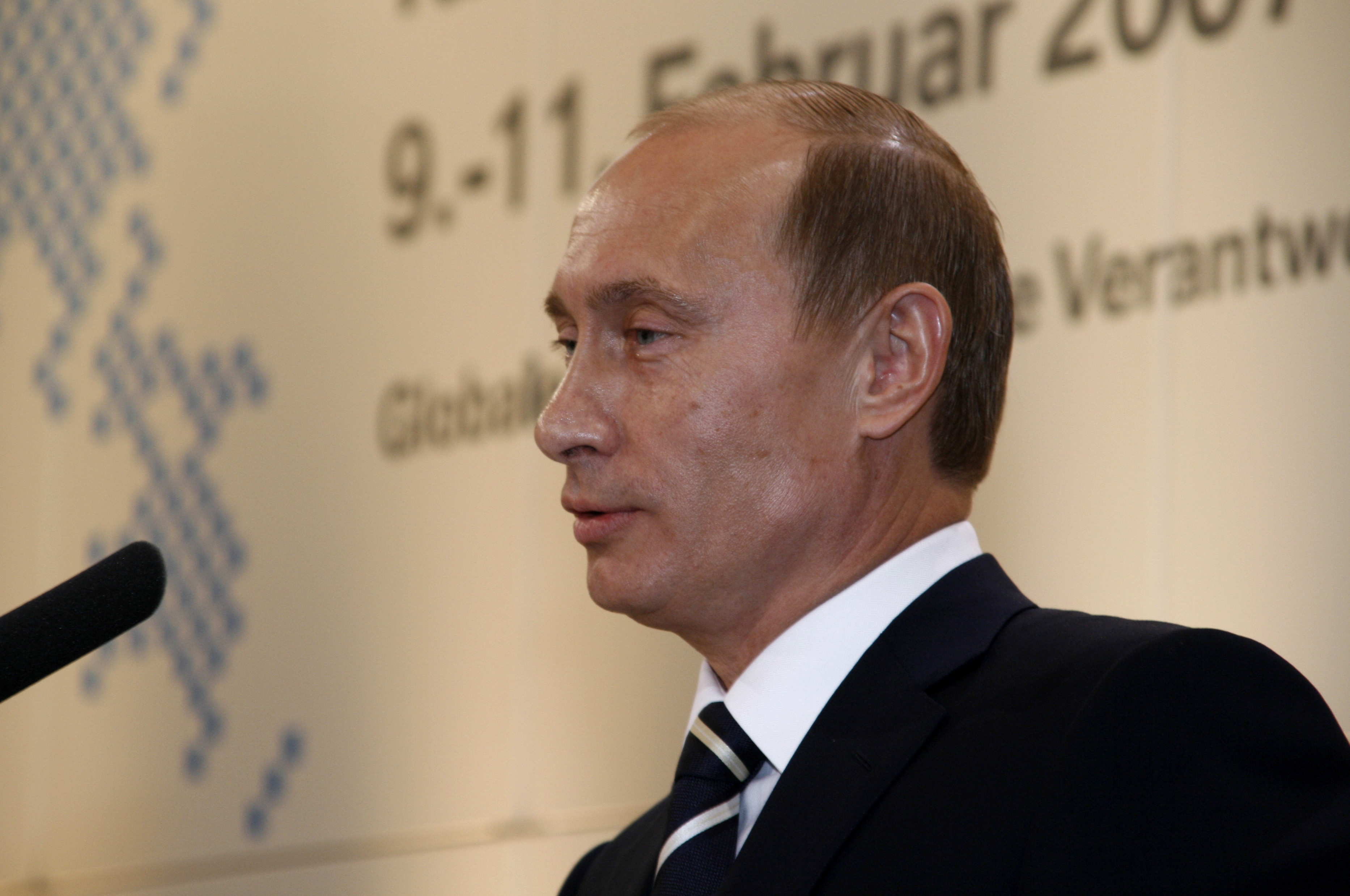
Vladimir Putin bắt đầu bài diễn văn tại Hội nghị An ninh Munich với thái độ ôn hòa

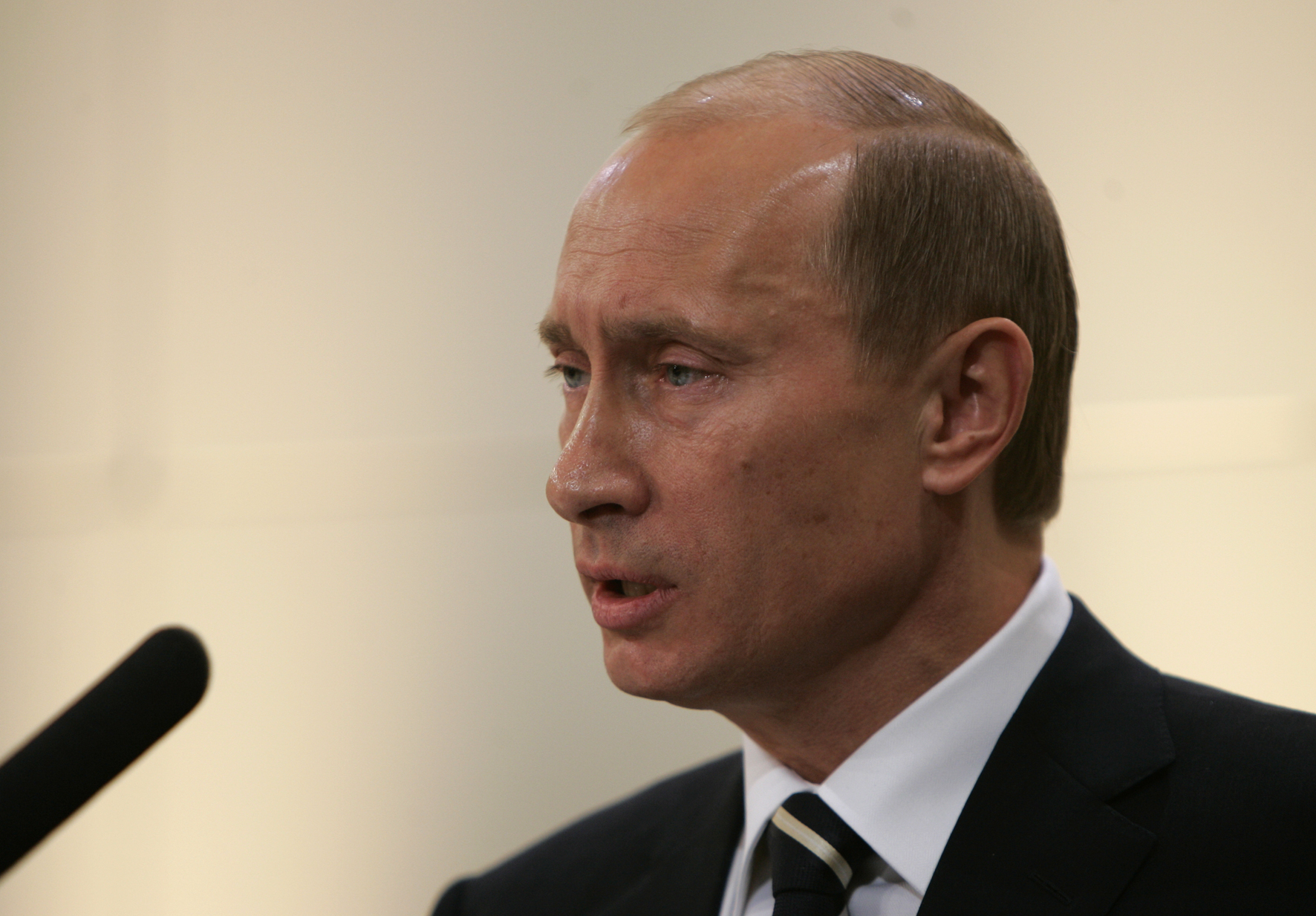
Trong quá trình Putin đang phát biểu, ngữ khí của ông gay gắt hơn khi chỉ trích Trật tự thế giới đơn cực và sự mở rộng của NATO về phía Đông

Vào đầu bài phát biểu dài 32 phút của mình vào ngày 10 tháng 2 năm 2007, Putin tuyên bố rằng với Hội nghị này có một cơ cấu đại biểu uy tín, quy tụ các chính trị gia, quân nhân, doanh nhân và chuyên gia từ hơn 40 quốc gia, cơ cấu này cho phép tôi tránh việc nói những lời lẽ quá lịch sự, hoa mỹ, sáo rỗng, dễ chịu nhưng sáo rỗng về mặt ngoại giao. Khuôn khổ của hội nghị cho phép ông ta nói những gì thực sự nghĩ về các vấn đề an ninh quốc tế. Ông bày tỏ hy vọng rằng chủ tịch hội nghị, Horst Teltschik, sẽ không ngay lập tức "bật đèn đỏ" và cắt micrô khi ông đang phát biểu. Đi vào trọng tâm, Putin nhấn mạnh "bản chất toàn diện và không thể chia cắt của an ninh", tuyên bố rằng "An ninh của một người là an ninh của tất cả mọi người". Ông trích dẫn lời Franklin D. Roosevelt: "Bất cứ nơi nào hòa bình bị đổ vỡ, nó đồng thời bị đe dọa ở mọi nơi". Điều này khiến Putin chỉ trích gay gắt trật tự thế giới đơn cực và sự thống trị của Hoa Kỳ, mà ông cho rằng gây nguy hiểm cho hòa bình toàn cầu sau khi cân bằng quyền lực của Chiến tranh Lạnh đã sụp đổ. Putin chỉ trích cái mà ông gọi là sự thống trị độc quyền của Hoa Kỳ trên thế giới, và "việc sử dụng vũ lực quá mức gần như không kiểm soát trong quan hệ quốc tế". Theo Putin, kết quả của sự thống trị như vậy là "không ai cảm thấy an toàn! Bởi vì không ai có thể cảm thấy rằng luật pháp quốc tế giống như một bức tường đá sẽ bảo vệ họ. Tất nhiên, một chính sách như vậy sẽ kích thích một cuộc chạy đua vũ trang". 
Ông đặt câu hỏi về tính hợp pháp của một hệ thống như vậy: "Một mô hình đơn cực không chỉ không thể chấp nhận được mà còn không thể tồn tại trong thế giới ngày nay", tuyên bố rằng nó gây ra sự bất ổn bằng cách coi thường chủ quyền của các quốc gia khác, làm mất ổn định an ninh toàn cầu. Ông cảnh báo rằng hệ thống không bền vững này buộc các quốc gia phải tự trang bị vũ khí, bao gồm cả phổ biến vũ khí hạt nhân, ám chỉ chương trình hạt nhân của Iran. Putin tuyên bố "mô hình đơn cực" là không thể chấp nhận về mặt đạo đức và luân lý. Ông cảnh báo EU và NATO về việc giải quyết xung đột đơn phương, viện dẫn "việc sử dụng vũ lực không kiềm chế" và sự xói mòn luật pháp quốc tế. Chỉ có Hiến chương Liên hợp quốc mới có thể chi phối hành động quân sự, ông lập luận, bác bỏ sự thay thế của EU hoặc NATO. Putin phản đối kế hoạch của Hoa Kỳ về một hệ thống phòng thủ tên lửa tại Ba Lan và Cộng hòa Séc, bác bỏ mục đích được nêu là chống lại Iran. Ông lập luận rằng tên lửa của Iran không có tầm bắn để đe dọa châu Âu và cảnh báo hệ thống này nhắm vào Nga, gây ra nguy cơ chạy đua vũ trang mới. Putin cũng công khai phản đối kế hoạch về lá chắn tên lửa của Hoa Kỳ tại châu Âu, và trình lên Tổng thống George W. Bush một đề xuất phản biện vào ngày 7 tháng 6 năm 2007, nhưng đã bị từ chối. 
Putin chỉ trích các quốc gia NATO vì từ chối phê chuẩn Hiệp ước Lực lượng vũ trang thông thường được điều chỉnh tại châu Âu được ký kết vào năm 1999, nói rằng: "Bảy năm đã trôi qua và chỉ có bốn quốc gia phê chuẩn văn bản này, bao gồm Liên bang Nga, trong khi thành lập "cái gọi là các căn cứ tiền phương của Hoa Kỳ" ở Bulgaria và Romania. Ông cáo buộc NATO di chuyển lực lượng chiến đấu đến gần biên giới của Nga mặc dù Nga đã tuân thủ hiệp ước (Nga sẽ đình chỉ việc tham gia vào hiệp ước vào tháng 7 năm 2007). Với NATO chỉ còn một năm nữa là sẽ đến lúc mời Ukraina và Georgia vào năm 2008 để trở thành các quốc gia thành viên NATO, Putin nhấn mạnh cách Nga coi mở rộng về phía đông trước đây và dự kiến của liên minh là một mối đe dọa: "Tôi nghĩ rằng rõ ràng là việc mở rộng NATO không liên quan gì đến quá trình hiện đại hóa của chính Liên minh hoặc với việc đảm bảo an ninh ở châu Âu. Ngược lại, nó đại diện cho một sự khiêu khích nghiêm trọng làm giảm mức độ tin cậy lẫn nhau. Và chúng ta có quyền đặt câu hỏi: sự mở rộng này nhằm vào ai? Và điều gì đã xảy ra với những đảm bảo mà các đối tác phương Tây của chúng ta đưa ra sau khi Hiệp ước Warsaw tan rã? Những tuyên bố đó ngày nay ở đâu? Không ai còn nhớ đến chúng nữa". Putin gọi sự mở rộng về phía đông của NATO là một động thái "khiêu khích" làm suy yếu lòng tin. Ông tuyên bố cơ sở hạ tầng quân sự của NATO gần biên giới Nga đã mâu thuẫn với những đảm bảo sau Hiệp ước Warsaw rằng liên minh sẽ không mở rộng về phía đông. Trích dẫn cựu Tổng thư ký NATO Manfred Wörner, Putin tuyên bố: "Việc chúng tôi sẵn sàng không triển khai quân đội NATO bên ngoài lãnh thổ Đức mang lại cho Liên Xô một sự đảm bảo an ninh vững chắc". Ông cảnh báo về "tham vọng quân sự không kiềm chế" của NATO và cáo buộc liên minh này áp đặt ý chí của mình lên những nước khác. 

## Một số ý
Một số luận điểm đáng chú ý trong bài phát biểu của Putin:
- “Nga là một đất nước với lịch sử nghìn năm và gần như luôn được hưởng đặc quyền của chính sách đối ngoại có chủ quyền. Ngày nay, chúng tôi cũng sẽ không đi ngược lại với truyền thống này. Ngoài ra, chúng tôi cũng hiểu rõ thế giới đã và đang thay đổi như thế nào và chúng tôi có một nhìn nhận rất thực tế về tiềm lực và các cơ hội của mình. Chúng tôi muốn tương tác với tất cả các đối tác độc lập, có trách nhiệm để có thể hợp tác xây dựng một trật tự thế giới dân chủ, công bằng, đảm bảo an ninh và thịnh vượng không chỉ cho một vài quốc gia mà cho tất cả”[27]
- "Việc Mỹ tăng cường sử dụng vũ lực trên thế giới đang tạo ra một cuộc chạy đua vũ trang mới, khiến các nước nhỏ hơn phải quay sang tìm kiếm vũ khí hạt nhân. Mỹ đang làm cho thế giới trở nên nguy hiểm hơn, khi theo đuổi các chính sách bá chủ toàn cầu"[28]. "Các nước đang chứng kiến việc Mỹ sử dụng vũ lực một cách thái quá trong quan hệ quốc tế. Nền hòa bình thế giới ngày nay còn mong manh hơn so với thời kỳ đối đầu Xô - Mỹ. Mỹ đã vượt ra ngoài biên giới của mình theo rất nhiều nghĩa. Đây là điều nguy hiểm. Không còn ai cảm thấy an toàn bởi chẳng ai còn có thể nương nhờ dưới cái ô của luật pháp quốc tế nữa. Điều này thúc đẩy một cuộc chạy đua vũ trang mà ở đó các nước đều mong có vũ khí hạt nhân"[29].
- "Thế giới đơn cực là gì? Dù chúng ta có màu mè hóa thuật ngữ này như thế nào đi nữa thì nó vẫn là một trung tâm quyền lực duy nhất, một trung tâm sức mạnh và một bá chủ. Điều này chẳng có gì là giống với dân chủ... Người ta luôn rao giảng cho chúng ta về dân chủ, nhưng chính những người đi rao giảng này lại không muốn hiểu thế nào là dân chủ"[30].
- "Sự sụp đổ của Liên Xô là một thảm họa địa chính trị lớn nhất của thế kỷ XX.  Hàng chục triệu đồng bào của chúng tôi đã thấy mình ở bên ngoài lãnh thổ Nga. Mầm mống tan rã còn lan sang cả lãnh thổ nước Nga".